# Emanuel Šrámek
Emanuel Šrámek (2. května 1910 Žinkovy – 24. července 1992 Žinkovy) byl československý generál, důstojník 1. československé tankové brigády v období druhé světové války a vojenský pedagog.

## Život

### Před druhou světovou válkou
Emanuel Šrámek se narodil 2. května 1910 v Žinkovách u Nepomuku v rodině řídícího učitele Emanuela Šrámka a Marie, rozené Šléglové. Vychodil obecnou školu a vystudoval reálné gymnázium v Praze XII, kde maturoval v roce 1930. Po ukončení studií nastoupil na prezenční vojenskou službu u pěšího pluku 35 v Plzni, v jejímž rámci absolvoval školu pro důstojníky pěchoty v záloze v Klatovech. Stal se vojákem z povolání. Mezi lety 1931 a 1933 studoval na Vojenské akademii v Hranicích, poté sloužil u horských pěších pluků na Slovensku. Od 1. září 1936 byl převelen do Slezska a jeho další profesní osudy jsou spojené s výstavbou a službou v tamním Československého opevnění. Všeobecnou mobilizaci na podzim 1938 absolvoval jako velitel pěchotního srubu MO-S 2 U školy na bohumínsku. Po zrušení hraničářského pluku 4 v prosinci 1938 byl převelen horskému pluku 4 ve Vlachovu, kde působil až do rozpadu Československa v březnu 1939. Dosáhl hodnosti poručíka.

### Druhá světová válka

#### Francie
Po rozpadu Československa a vzniku Protektorátu Čechy a Morava v březnu 1939 se Emanuel Šrámek vrátil do rodných Žinkov. Na zajištěné místo u firmy Baťa již nenastoupil a 12. července 1939 ilegálně přešel hranici do Polska. Zde byl několik dní zadržen polskými četníky, podařilo se mu ale dostat do Krakova, kde vstoupil do zde vznikající československé zahraniční jednotky. Ještě v červenci odplul do Francie, kde byl nucen vstoupit do cizinecké legie. V druhé polovině září 1939 se již mohl přesunout do Agde, kde vznikala další československá zahraniční jednotka, kde posléze vystřídal několik velitelských funkcí. Během bitvy o Francii se zúčastnil na pozici velitele roty bojů na Marně, po pádu Francie se evakuoval do Spojeného království.

#### Spojené království
U ve Spojeném království vzniklé 1. československé smíšené brigády sloužil Emanuel Šrámek jako velitel družstva u protiletadlové kulometné roty. K 1. listopadu 1940 byl se skupinou čtyř set nadbytečných důstojníků přeřazen k náhradnímu tělesu, proti čemuž si společně s dalšími dvaceti sedmi důstojníky stěžoval memorandem prezidentu Edvardu Benešovi a premiérovi Janu Šrámkovi, za což byl potrestán 21 dny domácího vězení. V květnu 1941 byl převelen k velitelské rotě pěšího praporu 1, následně absolvoval kurz velitelů rot a 24. června 1942 se stal velitelem čety u pěšího praporu 1. Dne 31. října se oženil s Joan Whiteovou. Po vzniku Československé samostatné obrněné brigády se k 3. září 1943 stal velitelem tankové čety.

#### Východní fronta
Emanuel Šrámek si zažádal o převelení k 1. československé tankové brigádě bojující na východní frontě v rámci 1. československého armádního sboru, kam byl zařazen k 1. lednu 1945. K 15. lednu se stal velitelem motorizovaného praporu samopalníků, se kterým dobyl ves Rovné a následně postupoval východním Slovenskem až ke Kežmarku. K 20. březnu 1945 byl ustanoven po Richardu Tesaříkovi velitelem 3. tankového praporu, který následně vedl přes Żory a Tvorkov na Ostravsko a stal se tak velitelem první zahraniční jednotky vstoupivší na území Česka. Během Ostravské operace využilo velení 4. ukrajinského frotnu jeho znalostí československého předválečného opevnění v oblasti Ostravy k určení jeho slabých míst, protože jej německá armáda využila k obraně. Po dobytí Ostravy postupoval Šrámkův prapor přes Olomouc na Prahu, kde u Horních Měcholup dne 9. května 1945 jeho válečná cesta skončila. Dosáhl hodnosti štábního kapitána.

### Po druhé světové válce
Po skončení druhé světové války se Emanuel Šrámek účastnil zajištění Těšínska, v červenci 1945 se podílel na organizaci vysídlení Němců z Ostravska. Následně působil na velitelských pozicích u tankových jednotek, v letech 1946 a 1947 studoval na Vysoké škole válečné v Praze. Od srpna 1948 do začátku padesátých let působil jako vojenský pedagog, za kritiku poměrů ve vojenském školství byl propuštěn z armády. Na začátku devadesátých let byl povýšen do hodnosti generálmajora. Zemřel 24. července 1992 v rodných Žinkovách.

## Vyznamenání
- 1944 Pamětní medaile československé armády v zahraničí
- 3x 1945 Československý válečný kříž 1939
- 1945 Československá medaile Za chrabrost před nepřítelem
- 1945 Československá medaile za zásluhy I. stupně
- 1945 Řád rudého praporu
- 1945 Medaile za vítězství nad Německem ve Velké vlastenecké válce 1941–1945
- 1945 Řád partyzánské hvězdy III. třídy

## Připomínky
- Na domě čp. 14 v Žinkovách byla Emanuelu Šrámkovi odhalena pamětní deska[2]